# Gediminas Vasiliauskas
Gediminas Vasiliauskas (* 1963 in Naugardiškė, Rajongemeinde Kaunas)  ist ein litauischer Politiker, Mitglied von „Vieningas Kaunas“.

## Leben
Seine Kindheit verbrachte Gediminas Vasiliauskas in Garliava. Bis 1974 lernte er an der 1. Mittelschule Garliava. Nach dem Abschluss 1978 der Hauptschulbildung in Garliava lernte er von 1978 bis 1982 am Kauno politechnikumas und wurde Bautechniker und machte den Dienst in der Sowjetarmee in Kaunas.
1985–1990 absolvierte er ein Diplomstudium der Wirtschaft an der Vilniaus universitetas in Vilnius. 1998–2007 arbeitete er bei AB „Kauno energija“.
2002–2006 war er Vizepräsident und Vorstandsmitglied von Kauno krepšinio lyga. Von 2005 bis 2009 war er Schiedsrichter in der Leichtathletik und ab 2011 leitete den Verband der Leichtathletik von Kaunas.
Von 2015 bis 2016 war er Mitglied im Rat der Stadtgemeinde Kaunas. Seit 2016 ist er Mitglied im Seimas.